# François-Élie Roulin
Pour les articles homonymes, voir Roulin.
François Elie Roulin (né en 1963) est un compositeur de musique de films et auteur de film d'animation et est à l'origine de nombreux génériques d'émissions de télévision. Il a contribué à la modification du paysage télévisuel en l'espace d'une vingtaine d'années. Certaines de ses publicités ont été récompensées par un Lion d'Or.

## Biographie
C'est en 1990 que François-Élie Roulin commence sa carrière en rencontrant Brian Eno à Londres. Celui-ci dira d'ailleurs de lui que c'est « un pionnier de la nouvelle peinture sonore ». François-Élie Roulin contribue à la modification du paysage audiovisuel en changeant l'habillage sonore de FIP en réalisant le générique de plusieurs émissions télévisuelles telles que Combien ça coûte ? par exemple, ou encore en composant les jingles de nombreuses publicités. François-Élie Roulin travaille aussi pour le théâtre, la danse, le dessin animé ou encore le cinéma. Il a sorti neuf albums (Disque Rouge, Initial Numbers, Spinning Skies, Parade, Alien Robot Orchestra, Le Catalogue des rêves, Le Bonheur, Musique lente, Du soleil dans mes yeux) oscillant entre électro, classique et acoustique.

## Discographie
- 1990 : Disque rouge, sous le label de Brian Eno, Opal[3]
- 1993 : Initial Numbers
- 1998 : Spinning Skies, réédition en 2005
- 2005 : Parade
- 2009 : Alien Robot Orchestra
- 2011 : Le Catalogue des rêves
- 2014 : Le Bonheur
- 2017 : Musique lente
- 2018 : Du soleil dans mes yeux
- 2021 : La Tendresse

## Filmographie
- 1999 : Comics Trip, court métrage de 5 min 16 s réalisé par Antoine Lepoivre.
- 2000 : Le Grand Jeu, court métrage de 7 min 33 s réalisé par Antoine Lepoivre.
- 2001 : Le Timide, film réalisé par Fabien Michel.
- 2005 : Le Détective, contre-enquête de Dennis Berry, série de 4 épisodes de 52 minutes diffusée sur France 3.
- 2005 : La Vie de Michel Muller est plus belle que la vôtre, comédie française réalisée par Michel Muller, avec Jean Benguigui.
- 2007 : Le Petit Roi Macius, le film, décliné de la série pour enfant du même nom diffusée sur Canal J, dont il a aussi composé la musique. Le film et la série sont inspirés des livres de Janusz Korczak.
- 2009 : Les Chumballs, série pour enfants composées de 26 épisodes, mêlant suspense et écologie, diffusée sur France 5.
- 2017 : Du soleil dans mes yeux, long métrage réalisé par Nicolas Giraud

## Publicités et habillages télévisuels
François-Élie Roulin a composé la bande-annonce de nombreuses publicités au cours de sa carrière. Il a aussi réalisé les jingles publicitaires de France 2 et s'est occupé de l'habillage télévisuels de nombreuses émissions de cette chaîne (À vous de juger, Au-delà du crime, Les Chemins de la foi', etc.) mais aussi de Combien ça coûte ? sur TF1. Il a aussi réalisé l'habillage sonore de FIP.

## Autres réalisations[5]
- 1998 : Histoires de..., quatre albums CD pour enfants composés de : Histoires de ma poupée, Histoires de Loups, Histoires de Sorcières et Histoires de Monstres.
- 1999 : J'apprends à compter jusqu'à 10 en chantant, album de comptines pour enfants.
- 2001-2002 : Muller, spectacle comique de Michel Muller.
- 2002 : Vol au-dessus d'un nid de vautours, documentaire de 52 minutes diffusé sur France 3.
- 2010 à nos jours : Le Parcours du Tour de France en 3D.
- 2022 : compositeur pour Storytelling Series

## Apparition(s)
- 1991 : Nunc Musics, Compilation par le label Taktic Music. Les titres Possession et Moonday de FER s'y trouvent. Extrait